# Shijian-11-03
Shijian-11-03  (Deutsch: Übung 11-03) ist ein chinesischer Experimentalsatellit.

## Geschichte
Der von der China Spacesat Co. Ltd unter Leitung der China Aerospace Science and Technology Corporation (CASC) entwickelte Satellit wurde am 6. Juli 2011 um 04:28 UTC von einer zweistufigen Trägerrakete vom Typ Langer Marsch 2C vom Startgelände Jiuquan in der Provinz Gansu in eine niedrige Erdumlaufbahn gebracht. Er soll experimentellen wissenschaftlichen und ingenieurtechnischen Zwecken dienen sowie Mess- und Kommunikationsaufgaben erledigen, wobei westliche Beobachter ihn für einen experimentellen Frühwarnsatelliten halten. Der Start der Vorgänger Shijian-11-01 (2009-061A) und Shijian-12 (2010-027A) erfolgte am 12. November 2009 und am 15. Juni 2010; Shijian 11-02 startete erst nach Shijian 11-03.